# Lipowczyce
Lipowczyce [Labioɔfˈt͡ʂɨt͡sɛ] es un pueblo ubicado en el distrito administrativo de Gmina Kodrąb, dentro del Distrito de Radomsko, Voivodato de Łódź, en Polonia central. Se encuentra aproximadamente a 6 kilómetros al norte de Kodrąb, a 17 kilómetros al noreste de Radomsko, y a 72 kilómetros al sur de la capital regional Lodz.
El pueblo tenía una población de 188 habitantes en el año 2011